# Dimitri Tiomkin
Dimitri Tiomkin (Kremenchuk, en la Gobernación de Poltava, entonces del Imperio ruso y hoy perteneciente a Ucrania, 10 de mayo de 1894-Londres, 11 de noviembre de 1979) fue un compositor ruso nacionalizado estadounidense. Tiomkin recibió 22 nominaciones a los Premios de la Academia y ganó cuatro premios Oscar por su música innovadora.

## Biografía
Nació en Kremenchuk en el seno de una familia judía. Su madre, Marie era profesora de música y su padre, Zinovie, médico. Se trasladó desde muy niño a San Petersburgo, donde estudió en el conservatorio de la capital imperial, entre otras asignaturas, armonía y contrapunto con su director, Alexander Glazunov. Tiomkin fue considerado uno de los grandes niños prodigio, destacando como pianista bajo la tutela de Felix Blumenfeld e Isabelle Vengerova. Tras la Revolución rusa se traslada a Berlín, donde sigue su carrera meteórica. Años más tarde se traslada a Nueva York y finalmente, tras el crac del 29, a Hollywood.
Durante los años de la Segunda Guerra Mundial colaboró poniendo música, a una infinidad de documentales bélicos sobre el conflicto. 
Curiosamente, durante la década de 1950, sus potentes orquestaciones y dinámicas melodías, muy características de la escuela rusa, se convirtieron en la más distinguible seña de identidad del género wéstern. Así, sus canciones más conocidas son, principalmente, High noon, la canción de Solo ante el peligro, O.K. Corral de Duelo de titanes, o The green leaves of summer de El Álamo.
Fue nominado en quince ocasiones al Óscar, ganándolo tres veces por Solo ante el peligro (1952), The High and the Mighty (1954) y El viejo y el mar (1958). En uno de los Óscars que consiguió, en el pequeño discurso que sigue a la recogida del premio tuvo unas palabras de agradecimiento a todos sus colaboradores: Mozart, Bach,...

## Filmografía parcial
- 1931 - Resurrección
- 1933 - Alicia en el país de las maravillas
- 1935 - El crimen del casino
- 1937 - Horizontes perdidos (nominado al Óscar)
- 1938 - El gran vals
- 1938 - Vive como quieras
- 1939 - Sólo los ángeles tienen alas
- 1939 - Caballero sin espada (nominado al Óscar)
- 1940 - Juan Nadie
- 1942 - Justicia corsa (candidato al Óscar)
- 1943 - La sombra de una duda
- 1943 - Soberbia (nominado al Óscar)
- 1944 - The Bridge of San Luis Rey (nominado al Óscar)
- 1944 - Ladies Courageous
- 1945 - Dillinger
- 1946 - ¡Qué bello es vivir!
- 1946 - A través del espejo
- 1946 - Angel on My Shoulder
- 1947 - Duelo al sol
- 1948 - Río Rojo
- 1949 - Champion (nominado al Óscar)
- 1949 - Con las horas contadas
- 1949 - Red Light
- 1950 - Dakota Lil
- 1951 - Extraños en un tren
- 1951 -  The Thing from Another World
- 1952 - High Noon (A la hora señalada, Solo ante el peligro (Óscar a la mejor música de filme dramático)
- 1952 - Yo confieso
- 1952 - Angel Face
- 1953 - Cease Fire! (documental)
- 1954 - The High and the Mighty (Óscar a la mejor música de filme dramático)
- 1954 - Crimen perfecto
- 1955 - The Court-Martial of Billy Mitchell
- 1955 - Tierra de faraones
- 1956 - La gran prueba
- 1956 - Gigante (V al Óscar)
- 1957 - Duelo de titanes
- 1957 - La última bala
- 1957 - Viento salvaje
- 1958 - The Old Man and the Sea (El viejo y el mar (Óscar a la mejor música de filme dramático)
- 1958 - El último tren de Gun Hill
- 1959 - Río Bravo
- 1959 - Young Land
- 1959 - Los que no perdonan
- 1960 - Tres vidas errantes
- 1960 - El Álamo (nominado al Óscar)
- 1960 - Sodoma y Gomorra
- 1961 - Los cañones de Navarone (nominado al Óscar)
- 1961 - El último atardecer (Solo tema musical con Ned Washington)
- 1961 - Ciudad sin piedad
- 1963 - 55 días en Pekín (nominado al Óscar)
- 1964 - 36 horas
- 1964 - La caída del imperio romano (nominado al Óscar)
- 1964 - El fabuloso mundo del circo
- 1967 - Asalto al carro blindado
- 1968 - Catalina la Grande
- 1970 - Tchaikowsky (solo adaptación musical) (nominado al Óscar)

## Premios y distinciones
Premios Óscar
| Año  | Categoría                                              | Película                    | Resultado |
| ---- | ------------------------------------------------------ | --------------------------- | --------- |
| 1940 | Mejor orquestación                                     | Caballero sin espada        | Nominado  |
| 1943 | Mejor banda sonora de una película dramática o comedia | Justicia corsa              | Nominado  |
| 1945 | Mejor banda sonora de una película dramática o comedia | El puente de San Luis Rey   | Nominado  |
| 1950 | Mejor banda sonora de una película dramática o comedia | Champion                    | Nominado  |
| 1953 | Mejor banda sonora de una película dramática o comedia | Solo ante el peligro        | Ganador   |
| 1953 | Mejor canción original                                 | Solo ante el peligro        | Ganador   |
| 1955 | Mejor banda sonora de una película dramática o comedia | Escrito en el cielo         | Ganador   |
| 1955 | Mejor canción original                                 | Escrito en el cielo         | Nominado  |
| 1957 | Mejor banda sonora de una película dramática o comedia | Gigante                     | Nominado  |
| 1957 | Mejor canción original                                 | La gran prueba              | Nominado  |
| 1958 | Mejor canción original                                 | Viento salvaje              | Nominado  |
| 1959 | Mejor banda sonora de una película dramática o comedia | El viejo y el mar           | Ganador   |
| 1960 | Mejor canción original                                 | The Young Land              | Nominado  |
| 1961 | Mejor banda sonora de una película dramática o comedia | El Alamo                    | Nominado  |
| 1961 | Mejor canción original                                 | El Alamo                    | Nominado  |
| 1962 | Mejor banda sonora de una película dramática o comedia | Los cañones de Navarone     | Nominado  |
| 1962 | Mejor canción original                                 | Ciudad sin piedad           | Nominado  |
| 1964 | Mejor banda sonora original                            | 55 días en Pekín            | Nominado  |
| 1964 | Mejor canción original                                 | 55 días en Pekín            | Nominado  |
| 1965 | Mejor banda sonora de una película dramática o comedia | La caída del Imperio romano | Nominado  |
| 1972 | Mejor orquestación: adaptación y coro original         | Tchaikovsky                 | Nominado  |